# 雕塑家

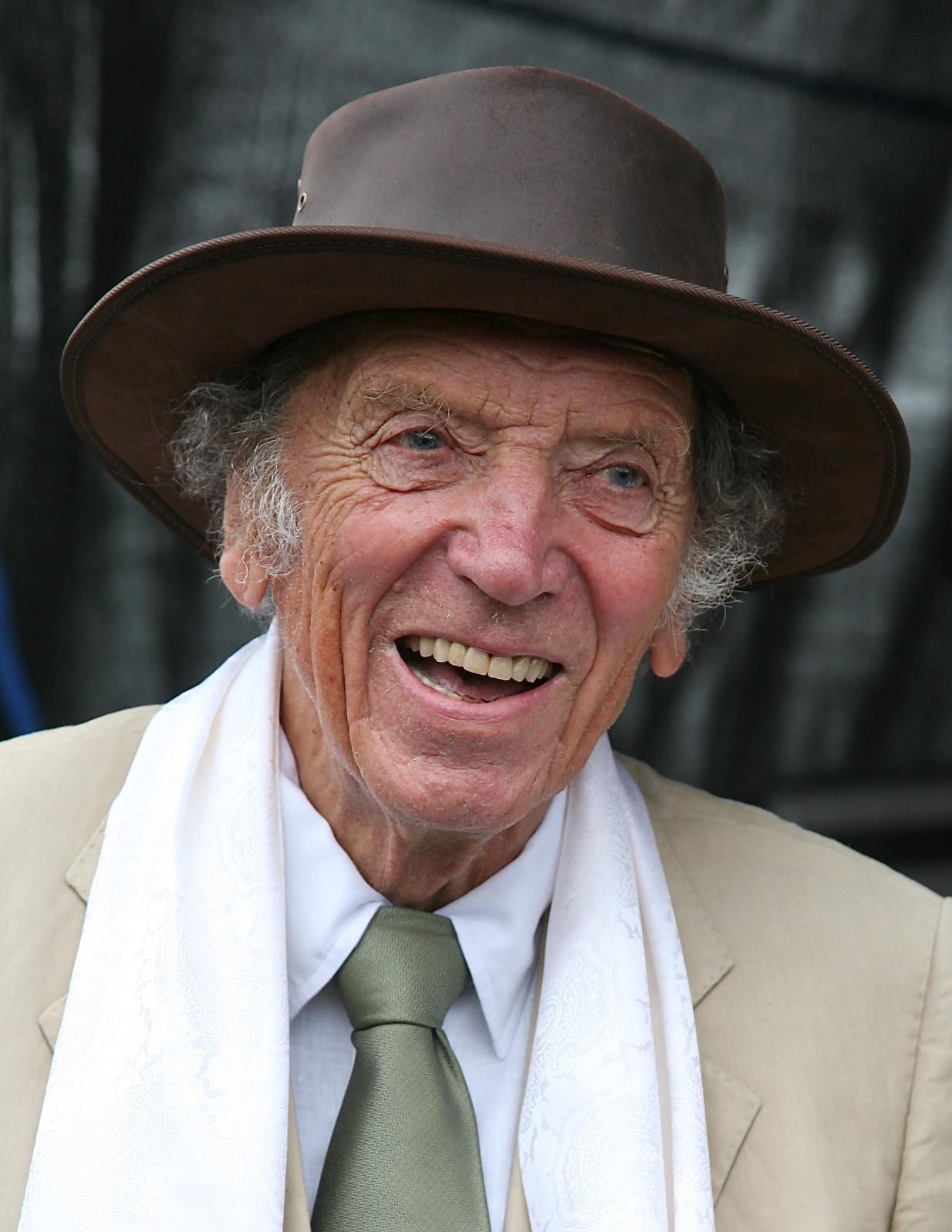
1924年出生的挪威雕塑家克努特·斯特恩

雕塑家，一種視覺藝術家，指專以雕塑為主要創作手法的藝術家，這些雕塑家有些是為了賺取錢財，有些是因自己個人喜好，但雕刻技術卓越的人，也一律統稱為雕塑家。於古希臘羅馬時代，就有相當多製作人像、建築外部浮雕的雕塑家。而在中國，青銅器的製造者，也可算一種雕塑家，並不僅限於泥塑，木雕等題材。大部分的雕塑家創作浮雕、泥塑、木雕、石雕、青銅雕塑，甚至是臺灣的麵雕等雕刻。但現代藝術家中的雕塑家，使用的媒材更為豐富，也因此往往與裝置藝術有重疊的題材或認知。